# Попов, Сергей Сергеевич (хоккеист)
Сергей Сергеевич Попов (род. 27 марта 2000, Королёв, Московская область) — российский хоккеист, нападающий.

## Биография
Уроженец подмосковного Королёва, занимался в московских школах «Динамо» (до 2011) и «Белые медведи» (2011—2014). Затем уехал в Канаду, два сезона играл за юношеские команды «Торонто Канадиенс». Четыре сезона отыграл в OHL, выступая за «Кингстон Фронтенакс» (2016/17 — 2017/18), «Лондон Найтс» (2017/18 — 2018/19), «Оуэн-Саунд Аттак» (2018/19 — 2019/20). В сезоне 2020/21 не играл, в следующем сезоне выступал за финский клуб «Пелиитат». С сезона 2022/23 — игрок команды КХЛ «Сочи». 27 декабря 2022 года подписал новый контракт до 30 апреля 2026 года.